# 森敦史
森 敦史（もり あつし）は、日本のサウンドデザイナー・実業家。

## 経歴
1994年同志社大学工学部卒。同年株式会社カプコン入社。2004年 クローバースタジオに転籍。退社後、2007年デザインウェーブ株式会社設立。デザインウェーブ株式会社代表取締役。

## 過去の主な担当作品

### サウンドデザイン
- 大神
- バイオハザード
- 逆転裁判
- ディノクライシス
- ロックマンX4
- バイオハザード5（2009年）
- ゴースト トリック（2010年）
- VANQUISH（2010年）

### オーディオディレクション
- エルシャダイ（2011年）